# John Copeland
John H. Copeland (* 13. Oktober 1950 in San Diego, Kalifornien) ist ein US-amerikanischer Filmproduzent und Regisseur. Neben zahlreichen anderen Projekten war er Produzent der erfolgreichen Science-Fiction-Serie Babylon 5.

## Leben
John Copelands Karriere im Filmgeschäft begann 1973 als Assistent des Produzenten Euan Loyd in den Twickenham Studios in London. Bei dem Film Papiertiger mit David Niven in der Hauptrolle war er Assistent des Regisseurs Ken Annakin. Ab 1977 arbeitete er mit Douglas Netter, dem späteren ausführenden Produzenten von Babylon 5 zusammen. Dabei entstanden Serien wie The Sacketts und Captain Power and the Soldiers of Future. Bei der Produktion von Captain Power, Copeland war hier Produktionsleiter, lernte er J. Michael Straczynski kennen, der 14 Folgen als Autor beitrug. Zusammen mit Straczynski als geistigem Schöpfer und Douglas Netter gilt John Copeland als Erschaffer von Babylon 5.
John Copeland trat als Produzent und Regisseur bei zahlreichen Episoden von Babylon 5, den 90-minütigen Fernsehfilmen von Babylon 5 sowie Episoden der Babylon 5-Nachfolgeserie Crusade in Erscheinung. Nach dem Ende von Babylon 5 und Crusade produzierte Copeland weitere Fernsehserien wie beispielsweise When Dinosaurs Roamed America (deutsch: Dinosaurier erobern die Welt) oder Science of Star Wars. Bei der 2010 entstandenen Serie And Man Created Dog arbeitet Copeland auch als Drehbuchautor.

## Filmografie (Auswahl)
Tätigkeit als Produzent oder Produktionsleiter:
- 1987–1988 Captain Power (Captain Power and the Soldiers of the Future, Fernsehserie)
- 1993 Babylon 5: Die Zusammenkunft (Babylon 5: The Gathering, Pilotfilm)
- 1994–1998 Babylon 5 (Babylon 5, Fernsehserie)
- 1998 Babylon 5: Der erste Schritt (Babylon 5: In the Beginning, Fernsehfilm)
- 1998 Babylon 5: Das Tor zur 3. Dimension (Babylon 5: Thirdspace, Fernsehfilm)
- 1998 Babylon 5: Der Fluss der Seelen (Babylon 5: The River of Souls, Fernsehfilm)
- 1999 Babylon 5: Waffenbrüder (Babylon 5: A Call to Arms, Fernsehfilm)
- 1999 Crusade (Crusade, Fernsehserie)

Tätigkeit als Regisseur:
- 1994–1998 Babylon 5 (Babylon 5, Fernsehserie)
- 1999 Crusade (Crusade, Fernsehserie)